# U-Bahn-Station Burggasse-Stadthalle
Burggasse-Stadthalle ist eine in Tieflage gebaute Station der Linie U6 der Wiener U-Bahn an der Grenze zwischen dem 7. und dem 15. Wiener Gemeindebezirk. Namensgeber ist einerseits die Burggasse, eine Hauptachse des 7. Bezirks, die sich zwischen Gürtel und Zweierlinie erstreckt und 1862 nach ihrer Ausrichtung auf die Hofburg benannt wurde, andererseits die im 15. Bezirk gelegene, im Juni 1958 erbaute Stadthalle. Den Zusatz Stadthalle trägt die Haltestelle dabei seit dem 14. Juli 1958.

## Geschichte
Die Station wurde, wie alle Anlagen der Wiener Dampfstadtbahn, von Otto Wagner im Auftrag der Commission für Verkehrsanlagen in Wien gestaltet. Ihre bauliche Fertigstellung erfolgte im Dezember 1897, die Inbetriebnahme am 1. Juni 1898 zusammen mit den übrigen Stationen der Gürtellinie.
Ab 1925 verkehrte auch an der Burggasse die neue Wiener Elektrische Stadtbahn, darunter die reinen Stadtbahnlinien G, GD und DG sowie die Mischbetriebslinie 18G. Bis 1989 war die Station Teil der letzten Wiener Stadtbahnstrecke überhaupt, während die anderen 1925 von der Gemeinde Wien übernommenen Strecken, das heißt die Wiental- und die Donaukanallinie, bereits bis Anfang der 1980er Jahre auf U-Bahn-Betrieb umgestellt wurden.
1989 erfolgte die Betriebsaufnahme der heutigen U6; schon 1988 wurde hierzu die Fahrtrichtung beider Gleise getauscht. Obwohl die Station heute nahezu vollständig vom Gebäude der Hauptbücherei Wien überspannt wird, weisen die beiden Seitenbahnsteige immer noch die ursprünglich als Regenschutz im offenen Einschnitt gedachten Trapezdächer auf. Grund dafür ist, dass die ehemalige Stadtbahnstation seit 1. Dezember 1999 unter Denkmalschutz (Listeneintrag) steht. Charakteristisch für den Bahnsteigbereich sind grob behauene Steinblöcke, mit denen die Wände verkleidet sind.
Der historische nördliche Ausgang der Station führt mittels fester Stiege in ein Aufnahmsgebäude, wie es in ähnlicher Form auch in einigen anderen ehemaligen Stadtbahnstationen zu sehen ist. Auf der Brücke über den Anlagen der U6 befindet sich eine Haltestelle der Autobuslinie 48A in der Fahrtrichtung stadteinwärts von der Baumgartner Höhe zum Dr.-Karl-Renner-Ring.
Der ab 1977 errichtete und am 16. Feber 1978 eröffnete Ausgang am südlichen Ende der Bahnsteige führt mittels fester Stiegen durch ein im Zuge der Errichtung der Hauptbücherei in den 2000er Jahren (Baubeginn 1999 / 2000, Eröffnung 7. April 2003) neu gestaltetes Aufnahmsgebäude auf den Urban-Loritz-Platz, zudem gibt es an diesen Enden der Bahnsteige heute auch jeweils einen Aufzug. Hier besteht die Möglichkeit, in die Straßenbahnlinien 6, 9, 18 und 49 umzusteigen. Die Linien 6 und 18 haben hier ihre nordwestliche Endstation.
2023 riefen KÖR Kunst im öffentlichen Raum Wien – eine Institution der Stadt Wien Kunst GmbH und Wiener Linien einen künstlerischen Wettbewerb für die Gestaltung zweier Stiegenaufgänge der Station aus. Diesen gewann die österreichische Künstlerin Marianne Vlaschits mit einem Entwurf für ein großformatiges Wandbild mit dem Titel „Herbarium Burggasse“. Zwischen März und Mai 2024 wurde das Bild vor Ort auf die Wände der zwei Treppenaufgängen zwischen den Gleisen und dem Urban-Loritz-Platz gemalt. Es zeigt verschiedene botanische Ornamente aus Otto Wagners historischer Stadtbahnarchitektur, Vlaschits kombiniert diese mit ihrer eigenen surrealen Formensprache.

## Galerie

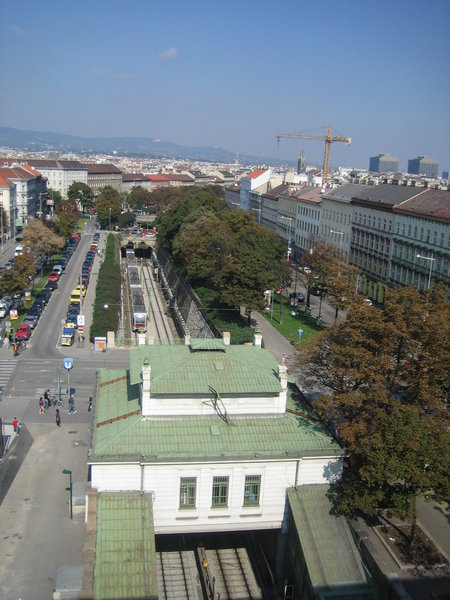
Das Aufnahmsgebäude von Otto Wagner am nördlichen Ausgang zur Burggasse, Blick Richtung Thaliastraße
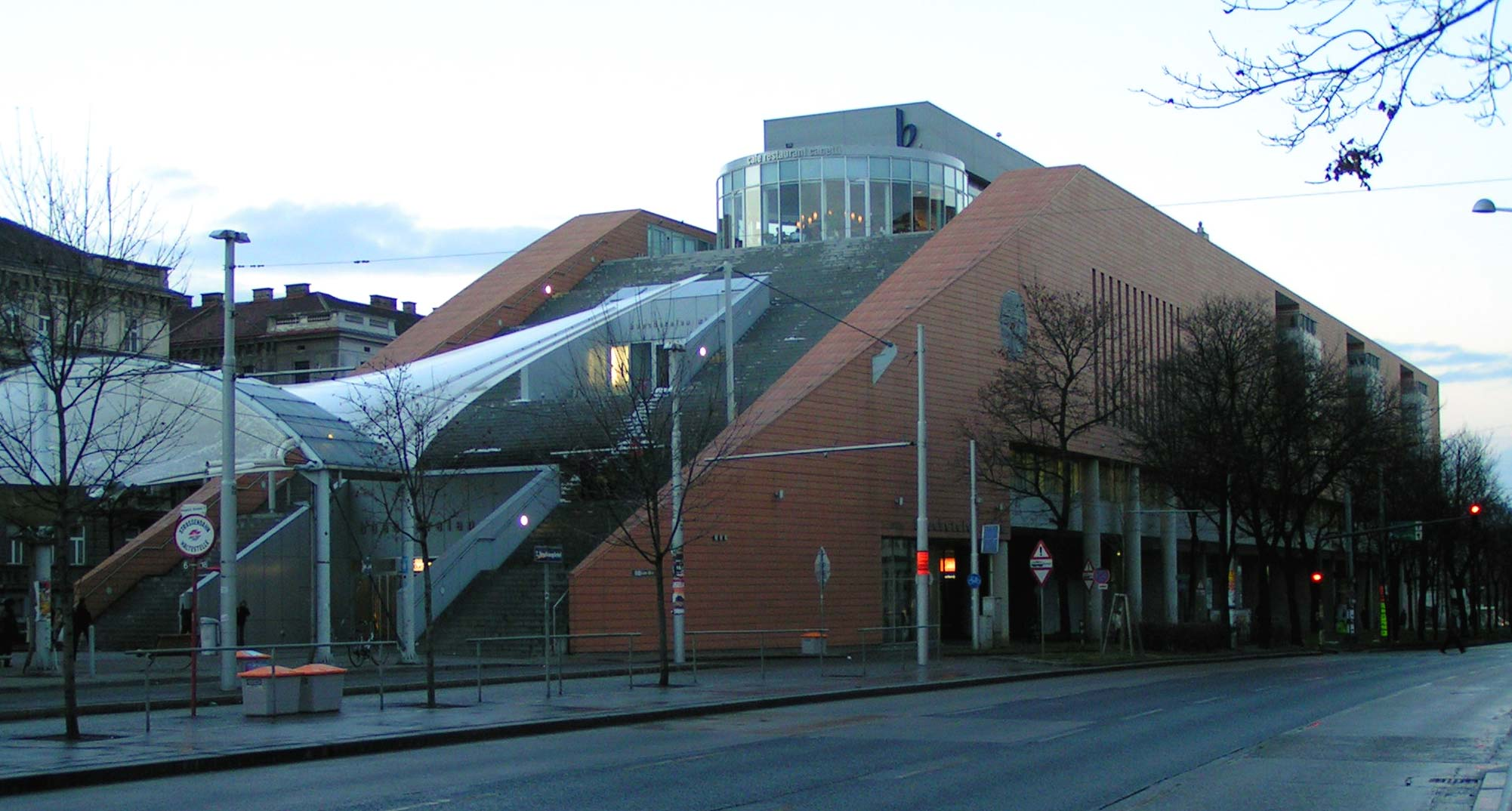
Die Station befindet sich teilweise unter der bis 2003 erbauten Hauptbücherei
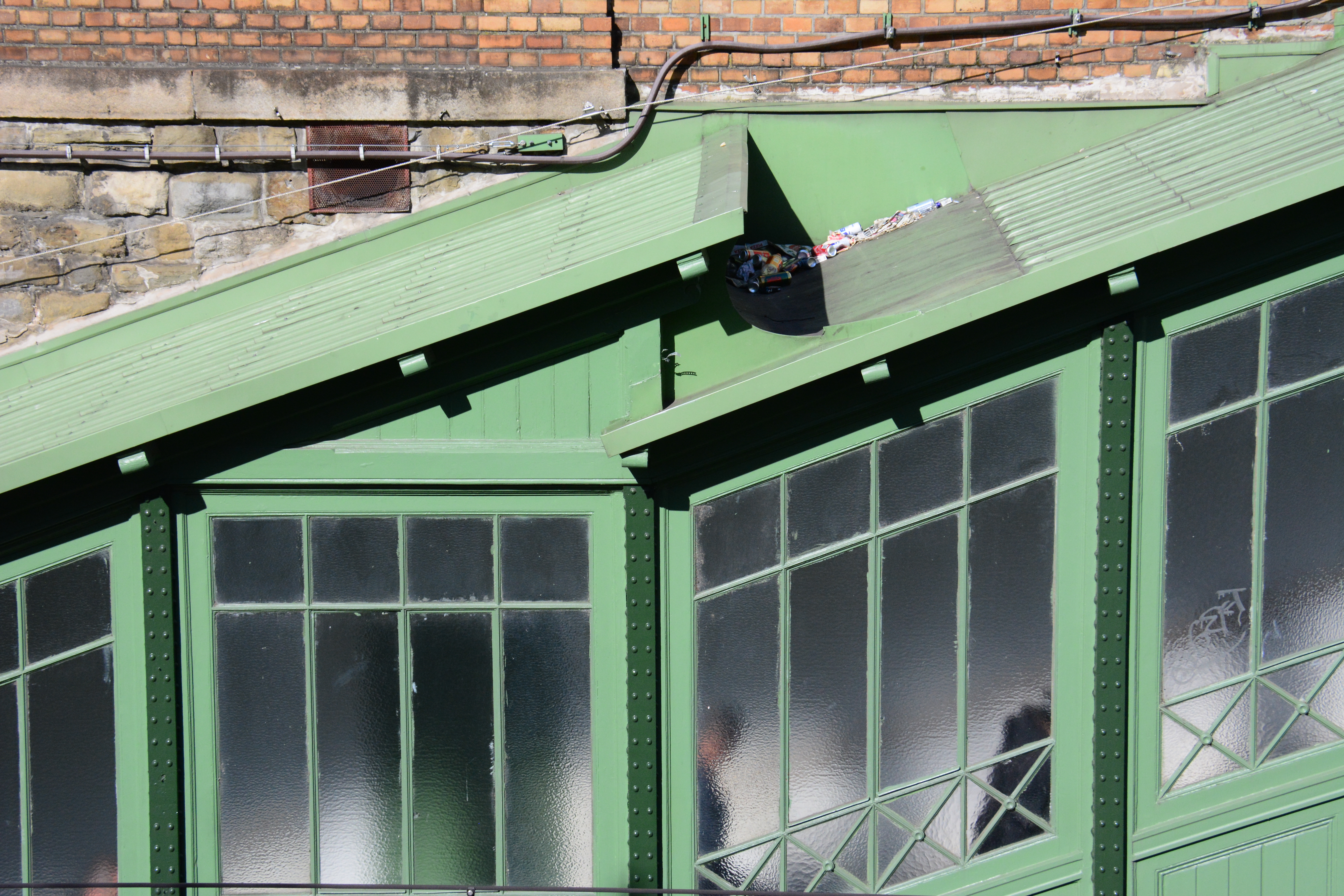
Stiegenaufgang